# إسماعيل ولي الدين

إسماعيل ولي الدين (1935 - 2021)

إسماعيل ولي الدين كاتب روائي مصري من مواليد 15 ديسمبر 1935، درس بقسم العمارة بكلية الهندسة في جامعة القاهرة وقرأ أعمال سارتر وألبير كامى وألبرتو مورافيا وهو طالب، ونشرت له قصة في مجلة صباح الخير. تخرج عام 1956، والتحق بعدها بالعمل في القوات المسلحة كضابط مهندس على مدار عشرون عاما حتى وصل لرتبة عقيد، وتفرغ بعدها للكتابة الأدبية، وتحولت العديد من رواياته إلى أفلام سينمائية بفترتي سبعينيات وثمانينيات القرن العشرين، والتي حققت نجاحا كبيرا لدى الجمهور في مختلف أنحاء الوطن العربي، إلا أنه بفترة التسعينيات قرر الاعتزال والابتعاد عن المشهد الثقافي بشكل عام، وبالأخص منذ خروجه للمعاش وعدم احتكاكه بالحياة العامة بشكل كبير، وقال في حوار نشرته جريدة أخبار اليوم: «روايتي» حمام الملاطيلى" تبلغ صفحاتها 77  وهي مخطوطة، في حين تعد "الأقمر" 66 صفحة، أما "حمص أخضر" فلا تستغرق سوى 35 صفحة، إذن كل رواية يقل عدد صفحاتها شيئا فشيئا، أي أن الطاقة تنفذ على مراحل حتى صرت لا أقدر على أعباء الكتابة".
توفي إسماعيل ولي الدين في 21 يوليو 2021 عن عمر يناهز 86 سنة.

## مشواره الفني
بدأ إسماعيل ولي الدين رحلته في عالم الأدب بفن القصة القصيرة، إذ أصدر أول مجموعة قصصية له بعنوان «بقع في الشمس» عام 1968، في أعقاب هزيمة يونيو 1967، ثم أصدر روايته الأولى «الطيور الشاحبة»، وكانت أول رواية له يتم تحويلها للسينما هي رواية «حمام الملاطيلي» التي كتب مقدمتها الكاتب «يحيى حقي» قائلا«عندنا عشرات من الأمكنة والبيئات لها مثل هذه الخصوصية التي تعتبر منجما ثريا للقصاص - حقا أن رقعة الرواية تحتاج إلى مزيد من الاتساع»، وكتب عنها أنيس منصور في جريدة الأخبار، وأحمد بهاء الدين في مجلة الهلال، وأحمد أبو كف في المصور، وتم تقديمها في فيلم يحمل نفس العنوان للمخرج صلاح أبو سيف عام 1973، وشارك في كتابة السيناريو والحوار للفيلم محسن زايد والمخرج صلاح أبو سيف، وواجه الفيلم مشاكل مع الرقابة، وقال إسماعيل ولي الدين عن هذه الرواية: «حاولت أن أعبر عن فداحة النكسة التي شوهت أخلاقيات المجتمع». جاء النجاح الأكبر في مسيرته عام 1980، حينما تم عرض فيلم «الباطنية» للمخرج حسام الدين مصطفى. وفي عام 1987، تعاون إسماعيل ولي الدين مع المخرج عاطف الطيب، وقدما معا فيلم «أبناء وقتلة» وكان يرى أن عاطف الطيب هو الوحيد الذي أنصفه مثلما صرح بأحد حواراته الصحفية.
وعن أعماله الأدبية قال: «نشرت في سلسلة كتاب اليوم رواية» طائر اسمه الحب" أحدثت صدى قويا حتى اتصل بى ناشري وطلب منى إعادة طبعها وباعت 18 ألف نسخة وأما الطبعة الجديدة من رواية «الباطنية» فباعت 20 ألف نسخة وكانت طبعتها الأولى قد نفدت في ثلاثة أيام".

## أهم أعماله الأدبية
كتب عدة روايات من بينها «درب الهوى»، «الأقمر»، «فتاة برجوان»، «الباطنية»، «حمص أخضر» و«أسوار المدابغ»، و«بيت القاضي»، و«طائر اسمه الحب»، وغيرها، وهي أعمال حققت نجاحا جماهيريا، وتحولت إلى أعمال سينمائية. كتب أيضا عن «ليلى مراد». النجمة التي شغف بها حبا، وصار يتتبع مسيرتها وجولاتها حتى تعرف عليها، وقدم إليها مخطوط كتابه عن قصة حياتها والذي حمل عنوان «حياة مكشوفة»، وقد أعجبت ليلى مراد بالكتاب وأذنت لمؤلفه بنشره، ونشأت صداقة بينها وبينه منذ ذلك الحين وحتى قرب وفاتها.
كتب عنه الكاتب الصحفي وائل لطفي بجريدة «الدستور»: «ظلمه اقترابه الشديد من عالم نجيب محفوظ الذي بدا كشمس ساطعة لن تسمح للآخرين برؤية ما جوارها. ولو أدرك زمن. السوشيال ميديا لكان له شأن آخر. مع الوضع في الاعتبار ان كتاباته كانت جريئة في وقت يتجه فيه المجتمع للمحافظة. أنه كان شخص غامض. لا يتحدث للصحافة ولا يظهر في الأماكن العامة ولا يشارك في أي نشاط عام»، وكشف إسماعيل ولي الدين، قبل وفاته، على صفحات جريدة «الأخبار» عن مشروعه الذي تعثر ولم يجد لتحقيقه طاقة في نفسه، وهو رواية أجيال اختار لها عنوانا مبدئيا هو«شجرة العائلة»، وقد شرع، وهو في عزلته، في الإعداد له حيث أخذ يجمع الوثائق والأوراق الخاصة به، ولكن كان مصير هذا المشروع هو التوقف، وقال عن هذه الرواية: «أن روايتي «شجرة العائلة»، كانت من ضمن الأسباب التي دفعتني إلى الانسحاب، فقد كتبتها في 4 سنوات، وبعد كل هذا الجهد رفض الناشر إصدارها، معتذرا بأن هذه الفكرة لن تباع، ولأنني مصر على أن يحتوى نصي على طين الواقع، قررت ألا أمسك بالقلم، لأنني غير قادر على الغوص، كما تعودت دائما».

## أهم أفلامه
قام إسماعيل ولي الدين بتأليف (قصة -سيناريو- حوار) 23 عملا من أفلام ومسلسلات تليفزيونية بين عام 1973 وعام 2009 أهمها:
فيلم «حمام الملاطيلى» للمخرج صلاح أبو سيف، عام 1973
فيلم «الباطنية» للمخرج حسام الدين مصطفى، عام 1980
فيلم «السلخانة» للمخرج أحمد السبعاوي، عام 1982
فيلم «درب الهوى» للمخرج حسام الدين مصطفى، عام 1983
فيلم «أسوار المدابغ» للمخرج شريف يحيى، عام 1983
فيلم «أبناء وقتلة» للمخرج عاطف الطيب، عام 1987
فيلم «الوحوش الصغيرة» للمخرج عبد اللطيف زكي، عام 1989
فيلم «حارة برجوان» للمخرج حسين كمال، عام 1989

## وصلات خارجية
- إسماعيل ولي الدين على موقع السينما
- إسماعيل ولي الدين على موقع دهليز
- إسماعيل ولي الدين على موقع imdb
- إسماعيل ولي الدين على موقع كاروهات